# Svarta drycken

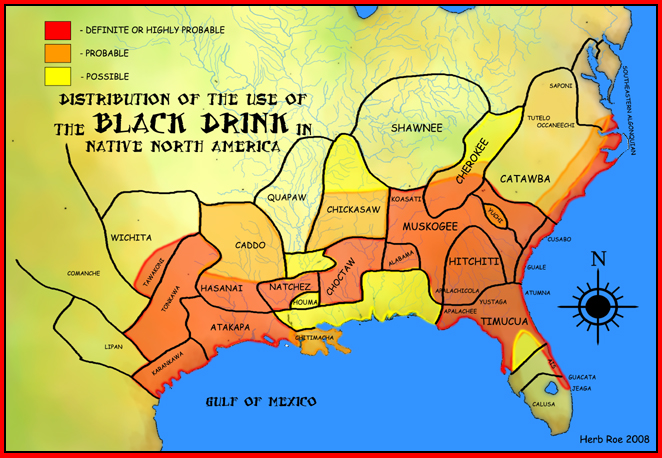
Karta över området där svarta drycken dracks

Svarta drycken (engelska Black drink) är det namn kolonisatörer gav den rituella dryck kallad Asi som bryggdes av indianer i sydöstra USA. Svarta drycken tillagades av rostade löv och stammar från växten Ilex vomitoria. Svarta drycken användes ofta som en ersättning för kaffe och te av kolonisatörer och gick då under namnet cassine eller cassina.
Före 1800-talet konsumerades svarta drycken dagligen under bymöten. Caddoer, creeker, cherokeser och choctawer m.fl. trodde att svarta drycken renade den som drack den och tog bort ilska och falskhet från honom.